# Walter Müller (Architekt, 1879)
Walter Müller (* 21. August 1879 in Dresden; † 25. Oktober 1943 in Mönchengladbach) war ein deutscher Architekt.

## Leben
Walter Müller siedelte 1910 von Chemnitz nach Homberg am Niederrhein (heute ein Stadtteil von Duisburg) über und betätigte sich dort als selbständiger Architekt. In Gemeinschaft mit den Architekten Ludwig Feldmann und Gröpler plante er zahlreiche Bauten im Ruhrgebiet. Er wurde in den Bund Deutscher Architekten berufen. Einige seiner erhaltenen Gebäude und Siedlungen stehen heute unter Denkmalschutz.

## Bauten
Zu seinen bekannten Projekten zählen:
| Baujahr   | Bezeichnung                        | Beschreibung                                                                                                | Ort                                                                | Denkmal | Erhalten |
| --------- | ---------------------------------- | --- | ------------------------------------------------------------------ | ------- | -------- |
| 1910      | Realgymnasium Homberg              | Bau des heutigen Franz-Haniel-Gymnasiums mit Direktorenvilla                                                | Wilhelmstraße 25, Duisburg-Homberg                                 | Ja      | Ja       |
| 1913      | Central-Apotheke                   | Apotheke mit repräsentativem Wohnraum                                                                       | Moerser Straße 98, Duisburg-Homberg                                | ja      | ja       |
| 1914      | Kaufhaus Voss / Müller             | Wohn- und Geschäftshaus (in Gemeinschaft mit Ludwig Feldmann und Gröpler)                                   | Moerser Straße 121, Duisburg-Homberg                               | nein    | nein     |
| 1913–1915 | Haus Schulte-Witten                | Umbau und Erweiterung eines 1888 errichteten Herrenhauses (in Gemeinschaft mit Ludwig Feldmann und Gröpler) | Wittener Straße 3, Dortmund-Dorstfeld                              | ja      | ja       |
| 1920–1926 | Bergarbeitersiedlung Nordmarkt     | (in Gemeinschaft mit Ludwig Feldmann)                                                                       | Schüchtermannstraße, Stollenstraße, Dortmund                       | nein    | ja       |
| 1922–1923 | Bergarbeitersiedlung Hülsfeld      | mit 181 Wohnungen (davon 145 in Gemeinschaft Ludwig Feldmann)                                               | Im Hülsfeld, Germaniastraße, Horster Straße, Haardtstraße, Bottrop | nein    | ja       |
| 1922–1923 | Bergarbeitersiedlung Westring      | Wohnbebauung (in Gemeinschaft mit Ludwig Feldmann)                                                          | Bismarckstraße 3–17, Westring 216–224, Goebenstraße 1–3, 17, Herne | ja      | ja       |
| 1927      | Bergarbeitersiedlung Oberdorstfeld | Erweiterung einer bestehenden Siedlung (in Gemeinschaft mit Ludwig Feldmann)                                | Am Höhweg, Dortmund                                                | ja      | ja       |
| 1927–1928 | Direktorenvilla                    | repräsentative Villa (in Gemeinschaft mit Ludwig Feldmann)                                                  | Stolzestraße 39, Bochum-Ehrenfeld                                  | ja      | ja       |
| 1928–1929 | Wohnbebauung                       | (in Gemeinschaft Ludwig Feldmann)                                                                           | Goebenstraße 5–9, Dortmund                                         | nein    | ja       |
| 1936      | Kriegerdenkmal Kalkar              | Denkmal für die Gefallenen des Ersten Weltkriegs (in Gemeinschaft mit Bildhauer Ferdinand Heseding)         | Gedenkpark, Kalkar                                                 | ja      | ja       |